# فرنسيسكو نونيز
فرنسيسكو نونيز (بالإسبانية: Francisco Javier Núñez Núñez)‏ هو سياسي إسباني، ولد في 13 مارس 1982 في المنسى في إسبانيا. حزبياً، نشط في حزب الشعب. وقد انتخب City councillors of Almansa ‏ وانتخب  (2011 – 2015) وانتخب عمدة المنسى.